# HD244278
HD244278 є хімічно пекулярною зорею спектрального класу
A1 й має видиму зоряну величину в смузі V приблизно  9,5.